# Andrei Kunitski
Andrei Kunitski, né le 2 juillet 1984 à Grodno, est un coureur cycliste biélorusse. 

## Biographie
Il a signé de bons résultats durant sa première année professionnelle, notamment sur le Tour du Haut-Var (10e), le Regio-Tour (3e) et la Coppa Placci (2e). Il est également sacré Champion de Biélorussie du contre-la-montre, titre qu'il conserve l'année suivante.
Il se retrouve sans équipe pour la saison 2011, son contrat avec l'équipe Quick Step n'étant pas renouvelé.
Il est mécanicien de l'équipe CCC-Polsat depuis la saison 2014. 

## Palmarès

### Palmarès amateur
- 2004
  - Chrono champenois
  - Gran Premio Pretola
  - 2e du Trophée Rigoberto Lamonica
  - 6e du championnat d'Europe du contre-la-montre espoirs
- 2005
  - Florence-Viareggio
  - Gran Premio Palio del Recioto
  - 5e étape du Tour des régions italiennes
  - Trofeo Paolin Fornero
  - Gran Premio Madonna delle Grazie
  - 2e du championnat de Biélorussie du contre-la-montre espoirs
  - 2e du championnat de Biélorussie sur route espoirs
  - 4e du championnat d'Europe du contre-la-montre espoirs
- 2006
  - 2e du championnat de Biélorussie du contre-la-montre espoirs
  - 6e du championnat d'Europe du contre-la-montre espoirs

### Palmarès professionnel
- 2007
  -  Champion de Biélorussie du contre-la-montre
  - 2e de la Coppa Placci
  - 3e du Regio-Tour
- 2008
  -  Champion de Biélorussie du contre-la-montre
  - 1re étape du Tour de Burgos
- 2009
  - 3eb étape du Tour des Asturies (contre-la-montre)

## Résultat sur le Tour d'Italie
- 2007 : 85e du classement général

## Classements mondiaux
| Année           | 2005 | 2006 | 2007 | 2008 |
| --------------- | ---- | ---- | ---- | ---- |
| UCI Europe Tour | 262e | 381e | 94e  | 110e |